# Escatawpa
Escatawpa es un lugar designado por el censo del Condado de Jackson, Misisipi, Estados Unidos. Según el censo de 2000 tenía una población de 3.566 habitantes y una densidad de población de 213.5 hab/km².

## Demografía
Según el censo de 2000, había 3.566 personas, 1.310 hogares y 1.002 familias residiendo en la localidad. La densidad de población era de 213,5 hab./km². Había 1.434 viviendas con una densidad media de 85,8 viviendas/km². El 80,45% de los habitantes eran blancos, el 17,64% afroamericanos, el 0,31% amerindios, el 0,73% asiáticos, el 0,08% isleños del Pacífico, el 0,06% de otras razas y el 0,73% pertenecía a dos o más razas. El 0,59% de la población eran hispanos o latinos de cualquier raza.
Según el censo, de los 1.310 hogares en el 35,0% había menores de 18 años, el 57,2% pertenecía a parejas casadas, el 14,1% tenía a una mujer como cabeza de familia, y el 23,5% no eran familias. El 20,3% de los hogares estaba compuesto por un único individuo, y el 4,7% pertenecía a alguien mayor de 65 años viviendo solo. El tamaño promedio de los hogares era de 2,67 personas y el de las familias de 3,06.
La población estaba distribuida en un 25,5% de habitantes menores de 18 años, un 9,1% entre 18 y 24 años, un 29,5% de 25 a 44, un 26,8% de 45 a 64, y un 9,0% de 65 años o mayores. La media de edad era 36 años. Por cada 100 mujeres había 101,1 hombres. Por cada 100 mujeres de 18 años o más, había 97,8 hombres.
Los ingresos medios por hogar en la localidad eran de 41.101 dólares ($), y los ingresos medios por familia eran 48.942 $. Los hombres tenían unos ingresos medios de 35.050 $ frente a los 20.762 $ para las mujeres. La renta per cápita para la ciudad era de 16.850 $. El 8,7% de la población y el 5,5% de las familias estaban por debajo del umbral de pobreza. El 7,2% de los menores de 18 años y el 14,0% de los habitantes de 65 años o más vivían por debajo del umbral de pobreza.

## Geografía
Según la Oficina del Censo de los Estados Unidos, Escatawpa tiene un área total de 17,0 km² de los cuales 16,7 km² corresponden a tierra firme y 0,3 km² a agua. El porcentaje total de superficie con agua es 1,83%.